# Mamałyga

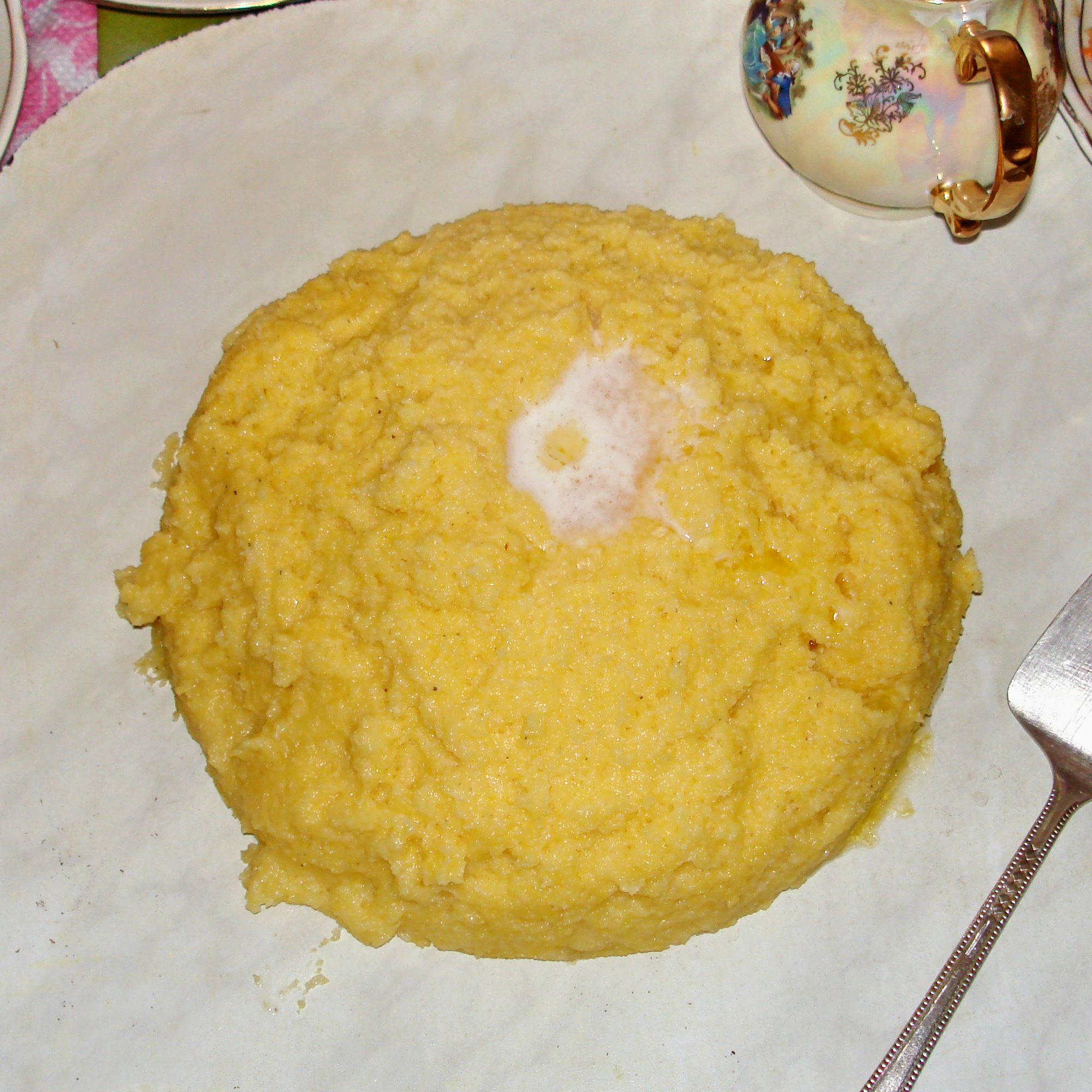
Mamałyga

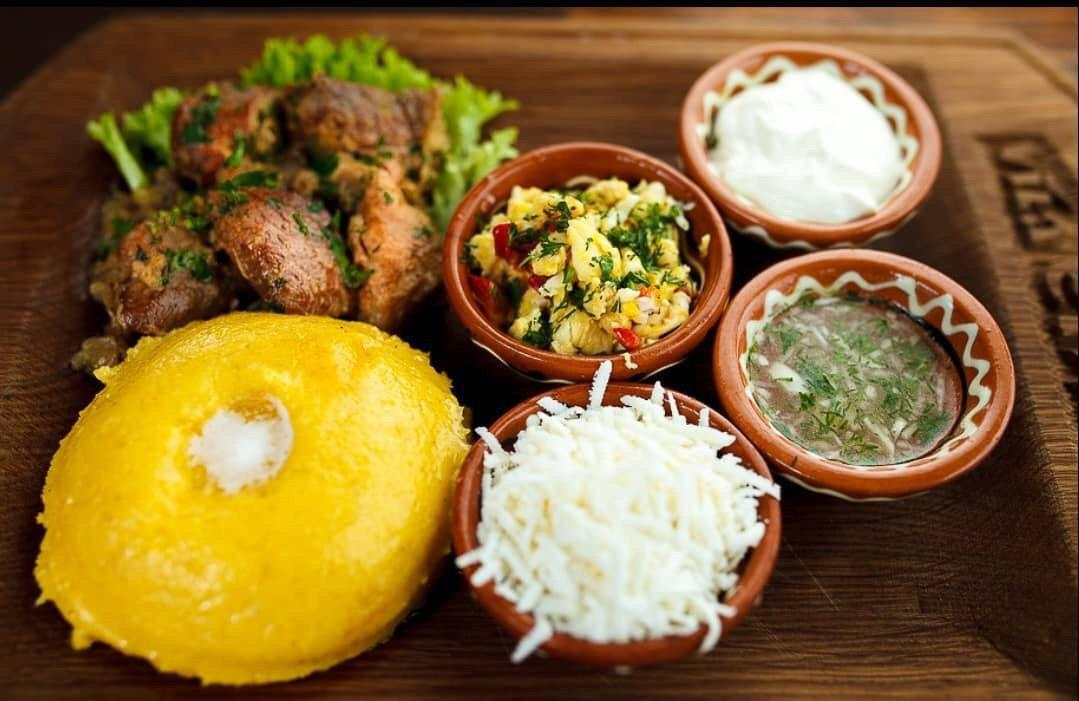
Mamałyga

Mamałyga – narodowa rumuńska potrawa, z mąki albo kaszy kukurydzianej (pierwotnie z gryczanej) popularna w krajach południowo-wschodniej Europy, znana m.in. w kuchni węgierskiej, Sasów siedmiogrodzkich, bułgarskiej i ukraińskiej. Jako potrawa kuchni galicyjskiej popularnej we Lwowie, do dziś lubiana jest wśród rodzin pochodzących z tego regionu.
Sposób przyrządzenia mamałygi – zagotować w wodzie lub mleku mąkę kukurydzianą. W zależności od stosunku płynu do mąki uzyskuje się ciasto o różnej konsystencji i twardości. Najłatwiej gotuje się mamałygę w szklanym naczyniu w kuchence mikrofalowej – tym sposobem unika się przypalania. Można ją przyrządzać na słodko lub na słono.
Dawniej mamałyga stanowiła podstawowy pokarm biedoty. Spożywano ją na śniadanie lub wieczerzę jako główne danie, zaś na obiad jako dodatek. W twardej odmianie używano jej m.in. jako prowiantu na drogę oraz wałówki dla drwali.
Tradycyjnie Węgrzy siedmiogrodzcy jedzą ją jako dodatek do paprykarza z kurczaka (csirkepaprikás), Rumuni zaś – z gołąbkami (sarmale). Jako samodzielne danie podaje się ją z owczym bądź krowim twarogiem (ze śmietaną – huculski banusz bądź banysz) bądź cukrem.
Odmianą mamałygi jest polenta – pochodząca z Włoch potrawa o konsystencji papki, pierwotnie z mąki kasztanowej, obecnie głównie z kukurydzianej, niekiedy z serem – a także huculska kulesza z bryndzą.